# Championnat d'Écosse de football 2011-2012
Navigation
Édition précédente Édition suivante
Le Championnat d'Écosse de football 2011-2012 (ou Clydesdale Bank Premier League pour des raisons de parrainage) est la 115e édition du Championnat d'Écosse de football. Les Rangers Football Club, doubles champions en titre, remettent leur titre en jeu. Le championnat débute le 23 juillet 2011 et se termine courant mai 2012.
Il voit finalement le sacre du Celtic Football Club.

## Les clubs participant à l’édition 2011-2012
| \| Aberdeen FC Glasgow · Celtic - Rangers Dundee United Édimbourg · Hibernian - Hearts Kilmarnock FC Inverness CT Saint Mirren Motherwell Saint Johnstone Dunfermline Athletic \| Localisation des clubs |
| Aberdeen FC Glasgow · Celtic - Rangers Dundee United Édimbourg · Hibernian - Hearts Kilmarnock FC Inverness CT Saint Mirren Motherwell Saint Johnstone Dunfermline Athletic                              |

| Club                                       | Stade              | Capacité | Ville       |
| ------------------------------------------ | ------------------ | -------- | ----------- |
| Aberdeen Football Club                     | Pittodrie Stadium  | 22 199   | Aberdeen    |
| Celtic Football Club                       | Celtic Park        | 60 832   | Glasgow     |
| Dundee United Football Club                | Tannadice Park     | 14 209   | Dundee      |
| Dunfermline Athletic Football Club         | East End Park      | 12 509   | Dunfermline |
| Heart of Midlothian Football Club          | Tynecastle Stadium | 17 420   | Édimbourg   |
| Hibernian Football Club                    | Easter Road        | 20 250   | Édimbourg   |
| Inverness Caledonian Thistle Football Club | Caledonian Stadium | 7 711    | Inverness   |
| Kilmarnock Football Club                   | Rugby Park         | 18 128   | Kilmarnock  |
| Motherwell Football Club                   | Fir Park Stadium   | 13 742   | Motherwell  |
| Rangers Football Club                      | Ibrox Stadium      | 51 082   | Glasgow     |
| Saint Mirren Football Club                 | St. Mirren Park    | 8 006    | Paisley     |
| Saint Johnstone Football Club              | McDiarmid Park     | 10 700   | Perth       |

## Classement
Le classement est établi sur le barème de points classique (victoire à 3 points, match nul à 1, défaite à 0). Les clubs sont départagés en fonction des critères suivants :
1. Plus grande « différence de buts générale »
2. Plus grand nombre de buts marqués

Mise à jour le 19 mai 2012
| Rang | Équipe                 | Pts | J  | G  | N  | P  | Bp | Bc | Diff |
| ---- | ---------------------- | --- | -- | -- | -- | -- | -- | -- | ---- |
| 1    | Celtic FC              | 93  | 38 | 30 | 3  | 5  | 84 | 21 | +63  |
| 2    | Rangers FC T -10,      | 73  | 38 | 26 | 5  | 7  | 77 | 28 | +49  |
| 3    | Motherwell FC          | 62  | 38 | 18 | 8  | 12 | 49 | 44 | +5   |
| 4    | Dundee United          | 59  | 38 | 16 | 11 | 11 | 62 | 50 | +12  |
| 5    | Heart of Midlothian C  | 52  | 38 | 15 | 7  | 16 | 46 | 43 | +3   |
| 6    | Saint Johnstone        | 50  | 38 | 14 | 8  | 16 | 43 | 50 | -7   |
|      |                        |     |    |    |    |    |    |    |      |
| 7    | Kilmarnock FC L        | 47  | 38 | 11 | 14 | 13 | 44 | 61 | -17  |
| 8    | Saint Mirren           | 43  | 38 | 9  | 16 | 13 | 39 | 51 | -12  |
| 9    | Aberdeen FC            | 41  | 38 | 9  | 14 | 15 | 36 | 44 | -8   |
| 10   | Inverness CT           | 39  | 38 | 10 | 9  | 19 | 42 | 60 | -18  |
| 11   | Hibernian FC           | 33  | 38 | 8  | 9  | 21 | 40 | 67 | -27  |
| 12   | Dunfermline Athletic P | 25  | 38 | 5  | 10 | 23 | 40 | 82 | -42  |

Qualifications européennes
Ligue des champions 2012-2013
- 3e tour de qualification pour champions
- 3e tour de qualification pour non-champions

Ligue Europa 2012-2013
- play-off tour de qualification
- 3e tour de qualification
- 2e tour de qualification

Relégation
- Relégation en Third Division
- Relégation en First Division

Abréviations
T : Tenant du titre

P : Promu

L : Vainqueur League Cup

C : Vainqueur Scottish Cup
1. ↑  Le classement prend en compte le retrait de 10 points infligé au Rangers Football Club après sa mise sous tutelle administrative, le club désirant échapper aux créanciers. Cette mesure n'ayant pas été levée avant le 31 mars, le club n'est donc pas éligible pour disputer une quelconque coupe européenne la saison suivante.

## Résultats
Lors des 33 premiers matchs, chaque équipe affronte les 11 autres trois fois (deux fois à domicile et une fois à l'extérieur, ou inversement).
Puis le classement est divisé en deux poules de six équipes, où chacune d'entre elles rencontre les cinq autres une fois (à domicile ou à l'extérieur).
Matchs 1-22
| Résultats (▼dom., ►ext.)                                   | ABE | CEL | DUN | DNF | HEA | HIB | INV | KIL | MOT | RAN | ST  | STM |
| Aberdeen                                                   |     | 0-1 | 3-1 | 4-0 | 0-0 | 1-0 | 2-1 | 2-2 | 1-2 | 1-2 | 0-0 | 2-2 |
| Celtic                                                     | 2-1 |     | 5-1 | 2-1 | 1-0 | 0-0 | 2-0 | 2-1 | 4-0 | 1-0 | 0-1 | 5-0 |
| Dundee                                                     | 1-2 | 0-1 |     | 0-1 | 1-0 | 3-1 | 3-1 | 1-1 | 1-3 | 0-1 | 0-0 | 1-1 |
| Dunfermline                                                | 3-3 | 0-3 | 1-4 |     | 0-2 | 2-2 | 3-3 | 1-1 | 2-4 | 0-4 | 0-3 | 0-0 |
| Heart of Midlothian                                        | 3-0 | 2-0 | 0-1 | 4-0 |     | 2-0 | 2-1 | 0-1 | 2-0 | 0-2 | 1-2 | 2-0 |
| Hibernian                                                  | 0-0 | 0-2 | 3-3 | 0-1 | 1-3 |     | 1-1 | 1-1 | 0-1 | 0-2 | 3-2 | 1-2 |
| Inverness CT                                               | 2-1 | 0-2 | 2-3 | 1-1 | 1-1 | 0-1 |     | 2-1 | 2-3 | 0-2 | 0-1 | 2-1 |
| Kilmarnock                                                 | 2-0 | 3-3 | 1-1 | 3-2 | 0-0 | 4-1 | 3-6 |     | 0-0 | 1-0 | 1-2 | 2-1 |
| Motherwell                                                 | 1-0 | 1-2 | 0-0 | 3-1 | 1-0 | 4-3 | 3-0 | 0-0 |     | 0-3 | 0-3 | 1-1 |
| Rangers                                                    | 2-0 | 4-2 | 3-1 | 2-1 | 1-1 | 1-0 | 2-1 | 2-0 | 3-0 |     | 0-0 | 1-1 |
| St Johnstone                                               | 1-2 | 0-2 | 3-3 | 0-1 | 2-0 | 3-1 | 2-0 | 2-0 | 0-3 | 0-2 |     | 0-1 |
| St Mirren                                                  | 1-0 | 0-2 | 2-2 | 2-1 | 0-0 | 2-3 | 1-2 | 3-0 | 0-1 | 2-1 | 0-0 |     |
| - Victoire à domicile - Match nul - Victoire à l'extérieur |     |     |     |     |     |     |     |     |     |     |     |     |

Matchs 23-33
| Résultats (▼dom., ►ext.)                                   | ABE | CEL | DUN | DNF | HEA | HIB | INV | KIL | MOT | RAN | ST  | STM |
| Aberdeen                                                   |     | 1-1 | 3-1 | 1-0 |     |     | 0-1 | 0-0 |     |     | 0-0 |     |
| Celtic                                                     |     |     | 2-1 | 2-0 |     |     | 1-0 |     | 1-0 |     | 2-0 |     |
| Dundee                                                     |     |     |     | 3-0 |     |     | 3-0 | 4-0 | 1-1 | 2-1 |     | 0-0 |
| Dunfermline                                                |     |     |     |     | 1-2 | 2-3 | 1-1 |     | 0-2 | 1-4 |     | 1-1 |
| Heart of Midlothian                                        | 3-0 | 0-4 | 0-2 |     |     | 2-0 |     |     |     |     |     | 5-2 |
| Hibernian                                                  | 0-0 | 0-5 | 0-2 |     |     |     |     |     | 1-1 |     | 2-3 | 0-0 |
| Inverness CT                                               |     |     |     |     | 1-0 | 2-3 |     | 1-1 |     | 1-4 |     | 0-0 |
| Kilmarnock                                                 |     | 0-6 |     | 0-3 | 1-1 | 1-3 |     |     | 2-0 |     | 0-0 |     |
| Motherwell                                                 | 1-0 |     |     |     | 3-0 |     | 0-1 |     |     | 1-2 | 3-2 |     |
| Rangers                                                    | 1-1 | 3-2 |     |     | 1-2 | 4-0 |     | 0-1 |     |     |     | 3-1 |
| St Johnstone                                               |     |     | 1-5 | 3-1 | 2-1 |     | 0-0 |     |     | 1-2 |     |     |
| St Mirren                                                  | 1-1 | 0-2 |     |     |     |     |     | 4-2 | 0-0 |     | 0-3 |     |
| - Victoire à domicile - Match nul - Victoire à l'extérieur |     |     |     |     |     |     |     |     |     |     |     |     |

Matchs 33-38

Equipes 1-6
| Résultats (▼dom., ►ext.)                                   | CEL | DUN | HEA | MOT | RAN | ST  |
| Celtic                                                     |     |     | 5-0 |     | 3-0 | 1-0 |
| Dundee                                                     | 1-0 |     | 2-2 |     |     |     |
| Heart                                                      |     |     |     | 0-1 | 0-3 | 2-0 |
| Motherwell                                                 | 0-3 | 0-2 |     |     |     | 5-1 |
| Rangers                                                    |     | 5-0 |     | 0-0 |     |     |
| St Johnstone                                               |     | 0-2 |     |     | 0-4 |     |
| - Victoire à domicile - Match nul - Victoire à l'extérieur |     |     |     |     |     |     |

Equipes 7-12
| Résultats (▼dom., ►ext.)                                   | ABE | DNF | HIB | INV | KIL | STM |
| Aberdeen                                                   |     |     | 1-2 |     |     | 0-0 |
| Dunfermline                                                | 3-0 |     |     |     | 1-2 |     |
| Hibernian                                                  |     | 4-0 |     |     | 0-1 |     |
| Inverness                                                  | 0-2 | 0-0 | 2-0 |     |     |     |
| Kilmarnock                                                 | 1-1 |     |     | 4-3 |     | 0-2 |
| St Mirren                                                  |     | 4-4 | 1-0 | 0-1 |     |     |
| - Victoire à domicile - Match nul - Victoire à l'extérieur |     |     |     |     |     |     |

## Classement des buteurs
Mis à jour le 14 mai 2012.
| Rang | Joueur            | Equipe               | Buts |
| ---- | ----------------- | -------------------- | ---- |
| 1    | Gary Hooper       | Celtic               | 24   |
| 2    | Jon Daly          | Dundee United        | 19   |
| 3    | Nikica Jelavić    | Rangers              | 14   |
| 3    | Francisco Sandaza | St. Johnstone        | 14   |
| 3    | Michael Higdon    | Motherwell           | 14   |
| 6    | Steven Thompson   | St. Mirren           | 13   |
| 7    | Anthony Stokes    | Celtic               | 12   |
| 7    | Rudolf Skácel     | Hearts               | 12   |
| 7    | Garry O'Connor    | Hibernian            | 12   |
| 7    | Dean Shiels       | Kilmarnock           | 12   |
| 7    | Sone Aluko        | Rangers              | 12   |
| 11   | Paul Heffernan    | Kilmarnock           | 11   |
| 11   | Scott Vernon      | Aberdeen             | 11   |
| 11   | Andrew Kirk       | Dunfermline Athletic | 11   |
| 14   | Steven Naismith   | Rangers              | 9    |
| 14   | Grégory Tadé      | Inverness CT         | 9    |
| 14   | Jamie Murphy      | Motherwell           | 9    |

## Récompenses

### Trophées annuels
| Prix                              | Vainqueur                                              |
| --------------------------------- | ------------------------------------------------------ |
| Joueur de l'année                 | Charlie Mulgrew (Celtic)                               |
| Entraîneur de l'année             | Neil Lennon (Celtic)                                   |
| Meilleur jeune de l'année         | James Forrest (Celtic)                                 |
| But de l'année                    | James Dayton (Kilmarnock) vs Dundee United, 17/12/2011 |
| Arrêt de l'année                  | Allan McGregor (Rangers) v Celtic, 29/04/2012          |
| Meilleur jeune de moins de 19 ans | Paul George (Celtic)                                   |

### Récompenses mensuelles
| Mois      | Entraîneur du mois | Entraîneur du mois | Joueur du mois  | Joueur du mois       | Jeune joueur du mois | Jeune joueur du mois |
| Mois      | Entraîneur         | Club               | Joueur          | Club                 | Joueur               | Club                 |
| --------- | ------------------ | ------------------ | --------------- | -------------------- | -------------------- | -------------------- |
| Août      | Stuart McCall      | Motherwell         | Paul Gallacher  | Dunfermline Athletic | Johnny Russell       | Dundee United        |
| Septembre | Ally McCoist       | Rangers            | Steven Davis    | Rangers              | James Forrest        | Celtic               |
| Octobre   | Stuart McCall      | Motherwell         | Keith Lasley    | Motherwell           | Kenny McLean         | St. Mirren           |
| Novembre  | Neil Lennon        | Celtic             | Gary Hooper     | Celtic               | James Forrest        | Celtic               |
| Décembre  | Neil Lennon        | Celtic             | Paul McGowan    | St. Mirren           | Victor Wanyama       | Celtic               |
| Janvier   | Craig Brown        | Aberdeen           | Scott Brown     | Celtic               | Henrik Ojamaa        | Motherwell           |
| Février   | Neil Lennon        | Celtic             | Charlie Mulgrew | Celtic               | Gary Mackay-Steven   | Dundee United        |
| Mars      | Peter Houston      | Dundee United      | Jon Daly        | Dundee United        | Gary Mackay-Steven   | Dundee United        |
| Avril     | Neil Lennon        | Celtic             | Charlie Mulgrew | Celtic               | Shaun Hutchinson     | Motherwell           |

## Bilan de la saison
| Championnat d'Écosse de football 2011-2012                        |                                  |
| Champion                                                          | Celtic Football Club (43e titre) |
| Coupes et trophées                                                |                                  |
| Vainqueur de la Coupe de la Ligue écossaise de football 2011-2012 | Kilmarnock FC                    |
| Qualifications continentales                                      |                                  |
| Ligue des champions de l'UEFA 2012-2013                           | Celtic Football Club             |
| Ligue des champions de l'UEFA 2012-2013                           | Motherwell FC                    |
| Ligue Europa 2012-2013                                            | Heart of Midlothian              |
| Ligue Europa 2012-2013                                            | Dundee United                    |
| Ligue Europa 2012-2013                                            | Saint Johnstone                  |
| Promotions et relégations                                         |                                  |
| Promus en Scottish Premier League                                 | Ross County Football Club        |
| Relégués en Scottish First Division                               | Dunfermline Athletic             |